# Dynamene bidentata
Dynamene bidentata es una especie de crustáceo isópodo marino de la familia Sphaeromatidae.
Es ectoparasitado por Ancyroniscus bonnieri.

## Distribución geográfica
Se distribuye por las aguas someras del Atlántico nororiental y el mar Mediterráneo occidental.